# Era afityczna
Era afityczna – najstarsza era w dziejach rozwoju roślinności na Ziemi, obejmująca interwał od powstania Ziemi do pojawienia się pierwszych Prokaryota (według różnych danych około 3–3,5 mld lat temu). 
Cechuje się brakiem wszelkich form organicznych. 
Era afityczna poprzedza erę eofityczną. 